# Pro Cycling Manager Saison 2012
 (avril 2020).
Si vous disposez d'ouvrages ou d'articles de référence ou si vous connaissez des sites web de qualité traitant du thème abordé ici, merci de compléter l'article en donnant les références utiles à sa vérifiabilité et en les liant à la section « Notes et références ».
Pro Cycling Manager Saison 2012 est un jeu vidéo de course cycliste développé par Cyanide et édité par Focus Home Interactive, sorti en juin 2012 sur Windows, et pour la seconde fois pour cette collection sur PlayStation 3 et Xbox 360.

## PC

### Modes de jeu
Chaque mode de jeu permet d'incarner le manager d'une équipe, sauf le mode "Piste" où le joueur incarne un pistard.

#### Piste
Le but est de finir premier dans une des sept épreuves sur piste proposées (vitesse individuelle, élimination, course aux points, 200 mètres lancés, omnium, keirin et scratch).

C'est le seul mode dans lequel le joueur n'incarne pas le manager d'une équipe.

#### Étape
Le but de ce mode est de gagner une étape d'un tour.

#### Classique
Dans ce mode, il faut gagner une des nombreuses classiques proposées dans le jeu (Paris-Roubaix, Milan-San Remo, Liège-Bastogne-Liège...)

#### Tour
Ici, le joueur, dans son rôle de manager, dirige une équipe qu'il faut mener vers la victoire dans un des tours du jeu (Tour de France, Giro d'Italia, Vuelta a España...)

#### Saison
Dans ce mode, le joueur dirige une équipe pendant une saison complète, en s'occupant seulement des courses (il ne s'occupe pas de l'équipement, des stages...).

#### Carrière
Ici, le joueur dirige une équipe cycliste pendant plusieurs saisons. Contrairement au mode "Saison", il s'occupe non seulement des courses, mais aussi des transferts, des blessures, de l'inscription aux courses, des stages, de l'équipement et des sponsors.

#### Armada
C'est la nouveauté de l'opus 2012. Avec un système inspiré de celui de FIFA Ultimate Team, le joueur va participer à des courses en ligne face à d'autres joueurs, en essayant à l'aide d'une monnaie virtuelle de constituer la meilleure équipe possible.